# Leptotrichus panzeri
Leptotrichus panzeri là một loài chân đều trong họ Porcellionidae. Loài này được Audouin miêu tả khoa học năm 1826.